# Jak Jones
Jak Jones (Cwmbran, 29 luglio 1993) è un giocatore di snooker gallese.

## Carriera
Dopo aver vinto lo European Under-21 Snooker Championship, Jak Jones ottiene un posto per competere da professionista nella stagione 2010-2011. Il debutto del gallese in un torneo del Main Tour, arriva però a fine anno solare 2013 con la partecipazione allo UK Championship, dove viene eliminato al primo turno da Mark Allen.

### Stagione 2016-2017
Dopo aver riconquistato un posto tra i 128 battendo il connazionale Jamie Clarke nella finale dello European Snooker Championship 2016, Jones compie alcuni progressi nella stagione 2016-2017 vincendo i suoi primi match. Ad ottobre riesce ad arrivare agli ottavi dell'English Open, perdendo poi contro Anthony Hamilton 4-3 al frame decisivo, dopo aver sconfitto tra gli altri anche Ding Junhui nei sedicesimi. Pochi giorni dopo riesce a raggiungere per la prima volta i quarti di finale durante l'Haining Open.

### 2017-
Dopo la discreta annata, il gallese si piazza al massimo al terzo turno a partire dal 2017 in poi. Al termine della stagione 2017-2018 Jones, dopo aver perso la carta, si riqualifica per il tour vincendo un evento della Q School.

## Ranking[7]
| Stagione  | Ranking iniziale | Ranking finale |
| --------- | ---------------- | -------------- |
| 2010-2011 | Non classificato | 94             |
| 2013-2014 | Non classificato | 121            |
| 2014-2015 | 97               | 95             |
| 2016-2017 | Non classificato | 96             |
| 2017-2018 | 76               | 82             |
| 2018-2019 | Non classificato | 93             |
| 2019-2020 | 75               |                |